# Курчалой (тайп)
Курчалой (чечен. Курчлой, в некоторых источниках упоминается название Куршлой) — один из чеченских тайпов, представители которого относятся к тукхуму (территориальному обществу) нохчмахкахой, исторически имеют ареал в Курчалоевском, Веденском, Гудермеском, Шалинском, Урус-Мартановском, Надтеречном и Хасавюртовском районах.

## Этимология
В основе этнонима Курчалой лежит название родового села Курчала. В свою очередь, в основе топонима Курчала лежит топооснова — корень кур, топоформант — суффикс ча и словообразующий аффикс ла, смысловое значение которых означает, кур(а) → самоотверженный, ча → человек, ла → место/местность. «Кур-ча-ла» дословно имеет этимологию самоотверженных — людей — поселение, что указывает на их историческую принадлежность к военной касте.

## Родословная тайпа

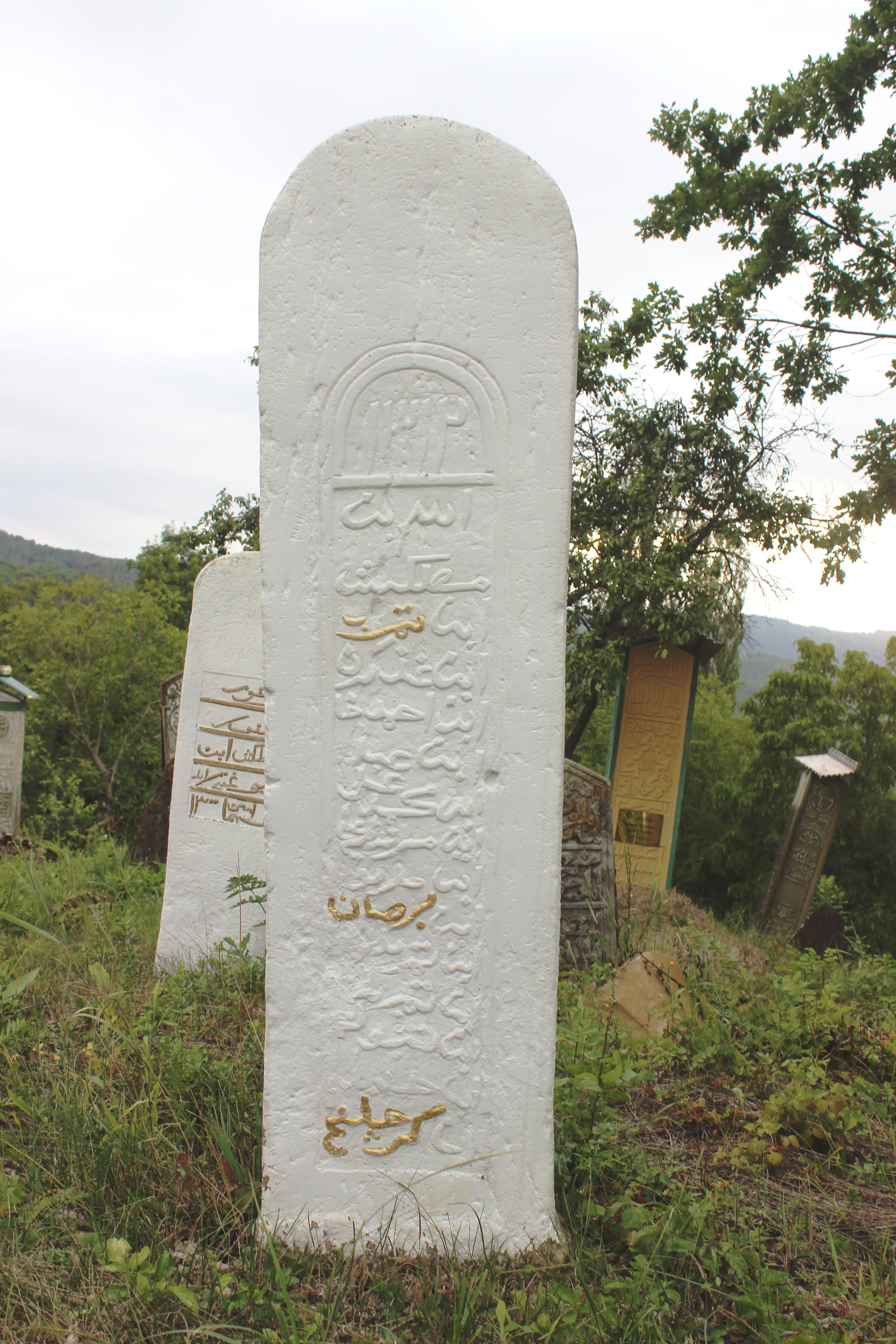
Могильный памятник XIX века в горном Курчали. На камне арабской вязью высечено генеалогическое древо тайпа Курчалой

Из Нашха пришёл Кушул. (Кушул — сын Хьаматхи XII в.) — Курчалха — Ханбилха — Чабалха — Чайха — Чергисха — Бегал — Оку — Товла — Майла (Маиг) — Товболат — Темболат — Тимирболат — Берса (первый проповедник ислама — 1561 г.) — Турло — Аббас — Мохмад-эла — Муртаз-эла — Айдамир — Эдалгир — Булун Ботакх (наиб в Ичкерии — 1858 г.) — Ахматук-Хаджи Батукаев (шайх, авлия).

## Состав
Собственно, курчалойцы распадаются на следующие ветви (чеч. некъе): Аки-некъе, Ачи-некъе, Iамар-некъе, Iели-некъе, Iумхан-некъе, БаIзи-некъе, Батай-некъе, Байсал-некъе, Баци-некъе, Башти-некъе, Бекмирза-некъе, Ботакх-некъе, Вуьси-некъе, Гаскан-некъе, ГIаьзбиг-некъе, ГIоли-некъе, Домби-некъе, Дади-некъе, ЖаIпар-некъе, Исмаил-некъе, Кежи-некъе, МIаьжиг-некъе, Молш-некъе, Нелиг-некъе, Обург-некъе, Солумха-некъе, Сувби-некъе, Тимарби-некъе, Тули-некъе, Уки-некъе, ЦIуки-некъе, Шахболат-некъе, Алмакхой-гар и др.

## Расселение
А. С. Сулейманов, зафиксировал представителей тайпа в следующих населённых пунктах: в городах Курчалой, Шали, селах Новые и Старые Атаги, Алхан-Юрт, Бердыкел, Нойбёра, Бена-Юрт, Мекен-Юрт Верхний Наур, Горагорское, Толстой-юрт, Автуры.
Представители тайпа проживают в следующих населённых пунктах: в городах Аргун, Грозный, Гудермес, Курчалой, Хасавюрт (также в сёлах района), Шали; в селах Автуры, Алхан-Юрт, Алхан-Кала, Ахкинчу-Барзой, Бени-Юрт, Бердыкель, Братское, Дарбанхи, Гельдиген, Гойты, Гой-Чу, Горагорск, Джалка, Зебир-Юрт, Знаменское, Иласхан-Юрт, Кади-Юрт, Лаха Невре, Майртуп, Мекен-Юрт, Новогрозный, Новые и Старые Атаги, Нижнее и Верхнее Нойбоьра, Сержень-Юрт, Хангиш-Юрт, Цоци-Юрт, Шаами-Юрт, Шуани (Керла Шоьна), Энгель-Юрт, Ялхой-Мохк, в станицах Гребенская, Калиновская, Червленная, Щедриновская, Шелковская, и др, а также в городах и селах Иордании, Ирака, Казахстана, Киргизии, Сирии, Турции.

## История

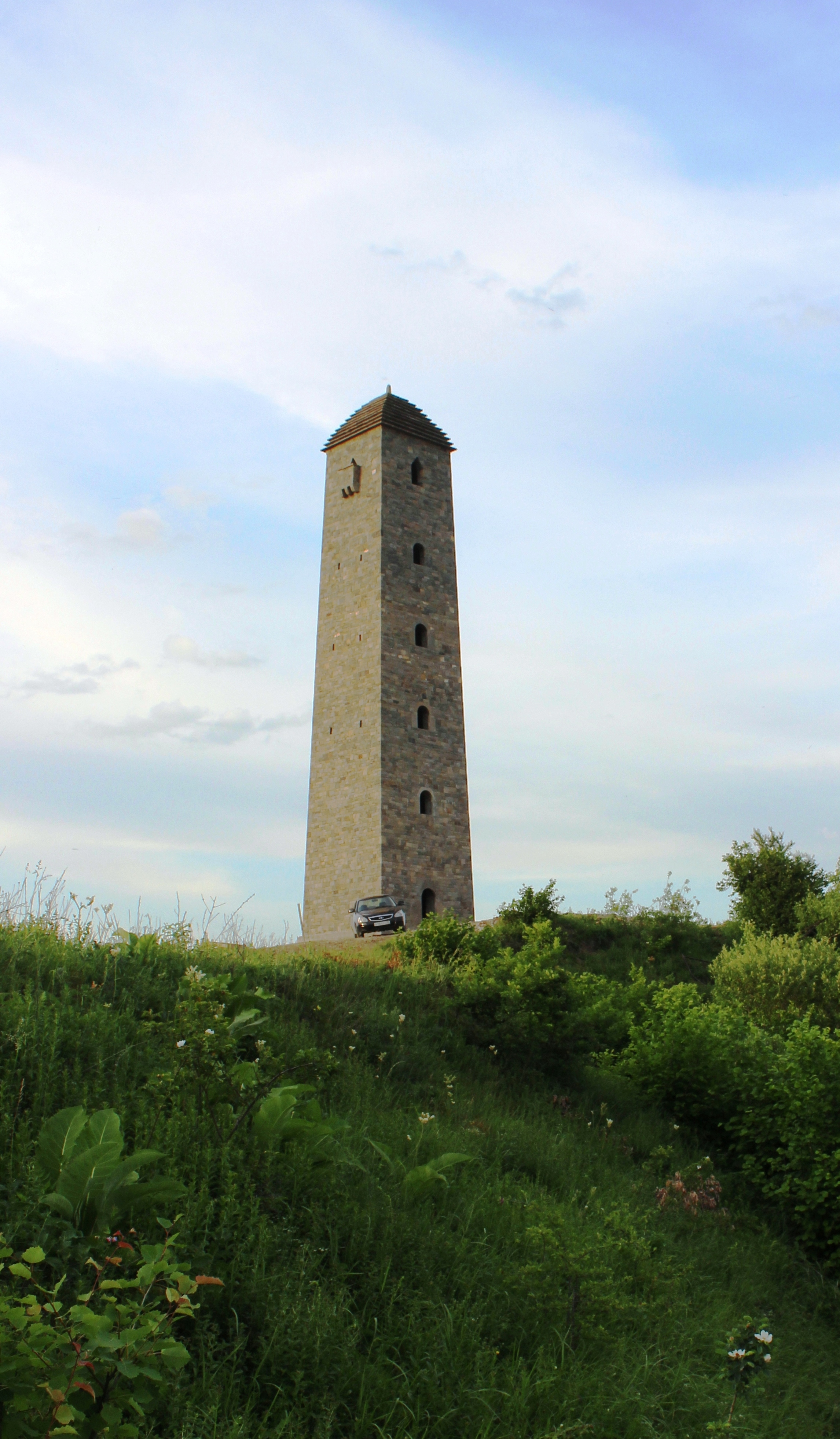
Боевая башня Курчалойцев в горном Курчали

В Веденском районе три одноимённых селения с названием Курчала которые расположены на правом берегу реки Гумс. В окрестностях селения Курчала много случайных находок — бронзовых браслетов, каменных топоров, железных и бронзовых ножей. На восточной окраине села, в местечке Попите (чечен. ПопитӀе), или Нарташ бехнача (чечен. Наьрташ баьхнача где жили нарты), обнаруживаются древние могильники, медная и бронзовая посуда, много костей животных и человека. Это обстоятельство может убедительно говорит за то, что места эти были обжиты человеком с древнейших времён.
Легенда гласит, что Кушул из Нашха переехал и остановился в местечке, которое называется Курчалах Юртаче (Курчалахь Йуртачоь). Согласно преданию которое записал в 1867 году А. М. Попов родовой аул Курчали (верхний) основали два брата, вышедшие из Нашахэ, сначала они поселились в Чаберлое, потом, лет 600 назад, они вышли в Ичкерию.
В генелогическом древе тайпа записанном чеченским исследователем-краеведом А. С. Сулеймановым, присутствует имя родоначальника тайпа «Кушул».
Есть так же предположение что топоним Кура — «горная» связан со словом горной реки. Чеченское слово «кур кура» (гора, конус, возвышенный, гордый) с названием закавказкой реки Кура. Немецкий ученый на русской службе Карл Ган, долгие годы проведший на Кавказе, написал работу под названием (Сборник материалов для описания местностей и племен Кавказа). В этой своей работе К. Ф. Ган отмечает, что грузинское название реки Куры звучит как Мктвари Тквари, что означает «горная река». В выскогорной исторической области Нашха так же есть бывшее поселение Кура и река Кура-хи (чеч. горная река).
В Веденском районе находится горная вершина Курчалой (чеч. Курчалойн лам). Когда-то на верху горы стояли две высокие башни, одна — боевая, вторая — жилая, там же есть небольшое озеро Ёпе-Ам. Есть ещё одна гора Берсан-Лам в Ножай-Юртовском районе. Она названа в честь курчалойца Берсана (Берса-Шейха), который был одним из первых проповедников ислама в Чечне, и, благодаря его проповеднической миссии, все нохчмахкинские тайпы последовали его примеру.
В 1900 году чеченцы из тайпа Курчалой ушли в Турцию. Переселенцев возглавлял Товсолт-Хаджи один из мюридов наиба Ташу-Хаджи. Эта группа чеченцев прибыла в Иорданию, и король предоставил им земли в пойме реки, где потом вырос город Эз-Зарка. Большинство переселенцев волны 1900 года составляли жители Ножай-Юртовского и Гудермесского районов.

## Известные представители
- Берса Шейх —  при рождении Дуча, религиозный деятель, возглавлял Нохч-мохк (историческая область Чечни).
- Булун Ботакх (Ботука) — выходец из горного Курчалоя. Кадий войска. В 1858 году Ботука был назначен начальником округа в Ичкерии[21].
- Жанин Бук — наиб Курчалоя[22].
- Талхиг (Шалинский) — наиб имама Шамиля[23].
- Товболат Курчалоевский — чеченский абрек, военный деятель.
- Ибрагим-Хаджи Хамид — религиозный деятель.
- Шатаев Магомед — общественный деятель.
- Гайрабеков Умар Ташадиевич — доктор географических наук, директор Института природных ресурсов Академии наук Чеченской Республики[24][25].
- Джамалханов Зайнди Джамалханович — чеченский филолог, поэт, педагог.
- Аюб Сатуев — министр внутренних дел ЧРИ в правительстве Д. Дудаева.

## Галерея

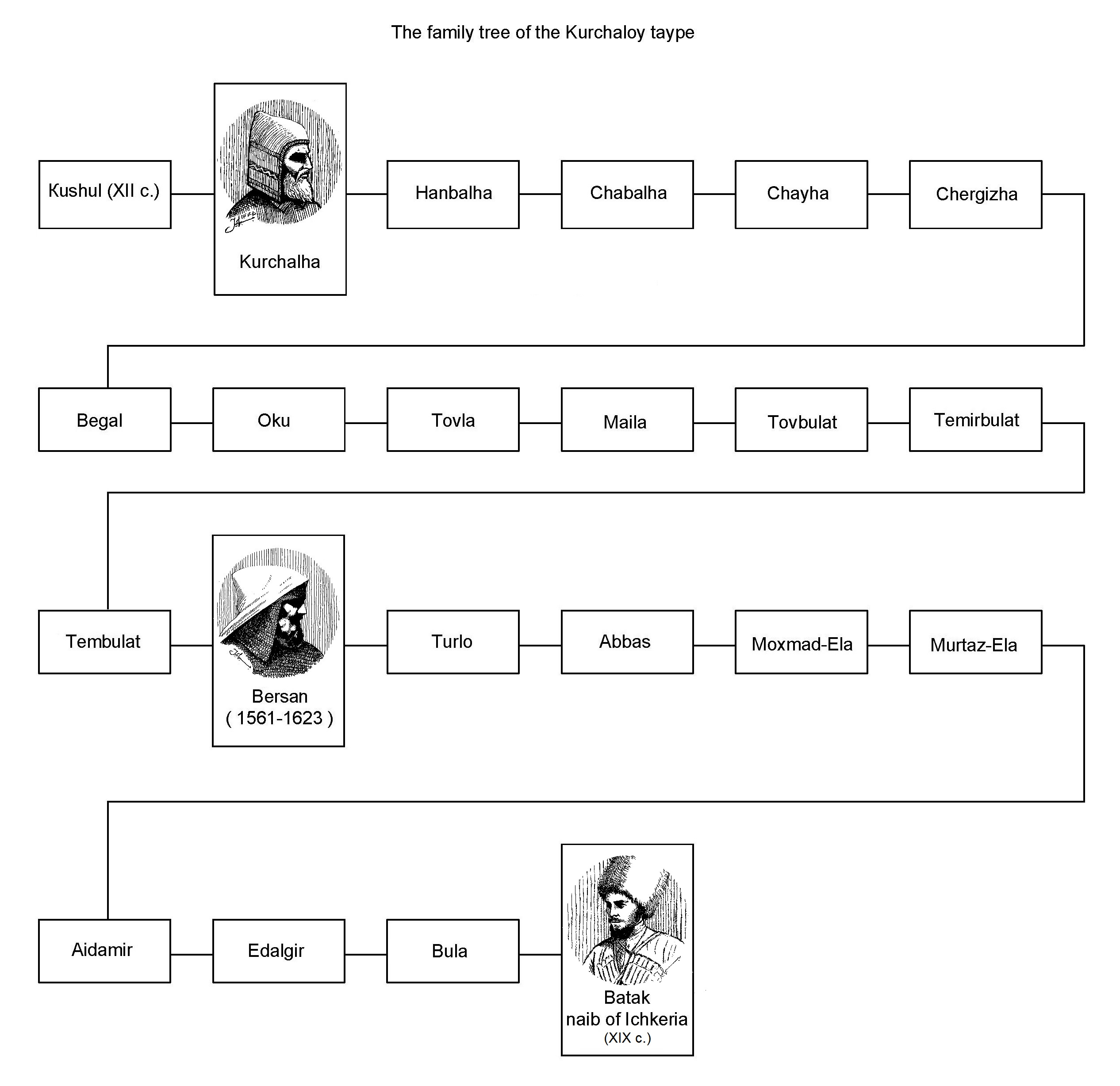
Родословная тайпа Курчалой от XII века.
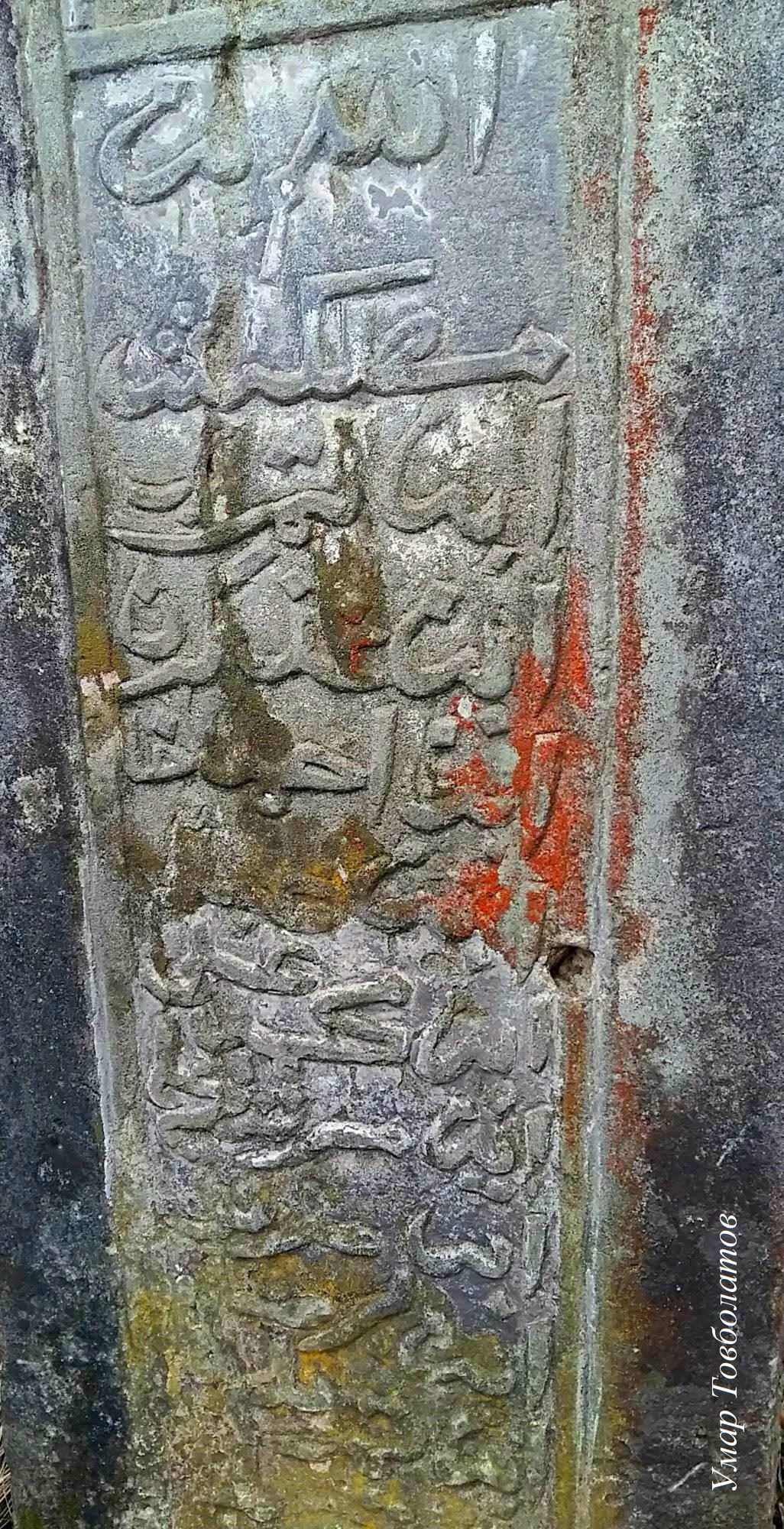
Фрагмент списка родословной тайпа Курчалой на надмогильном камне. Надпись сделана арбской каллиграфией XIX век
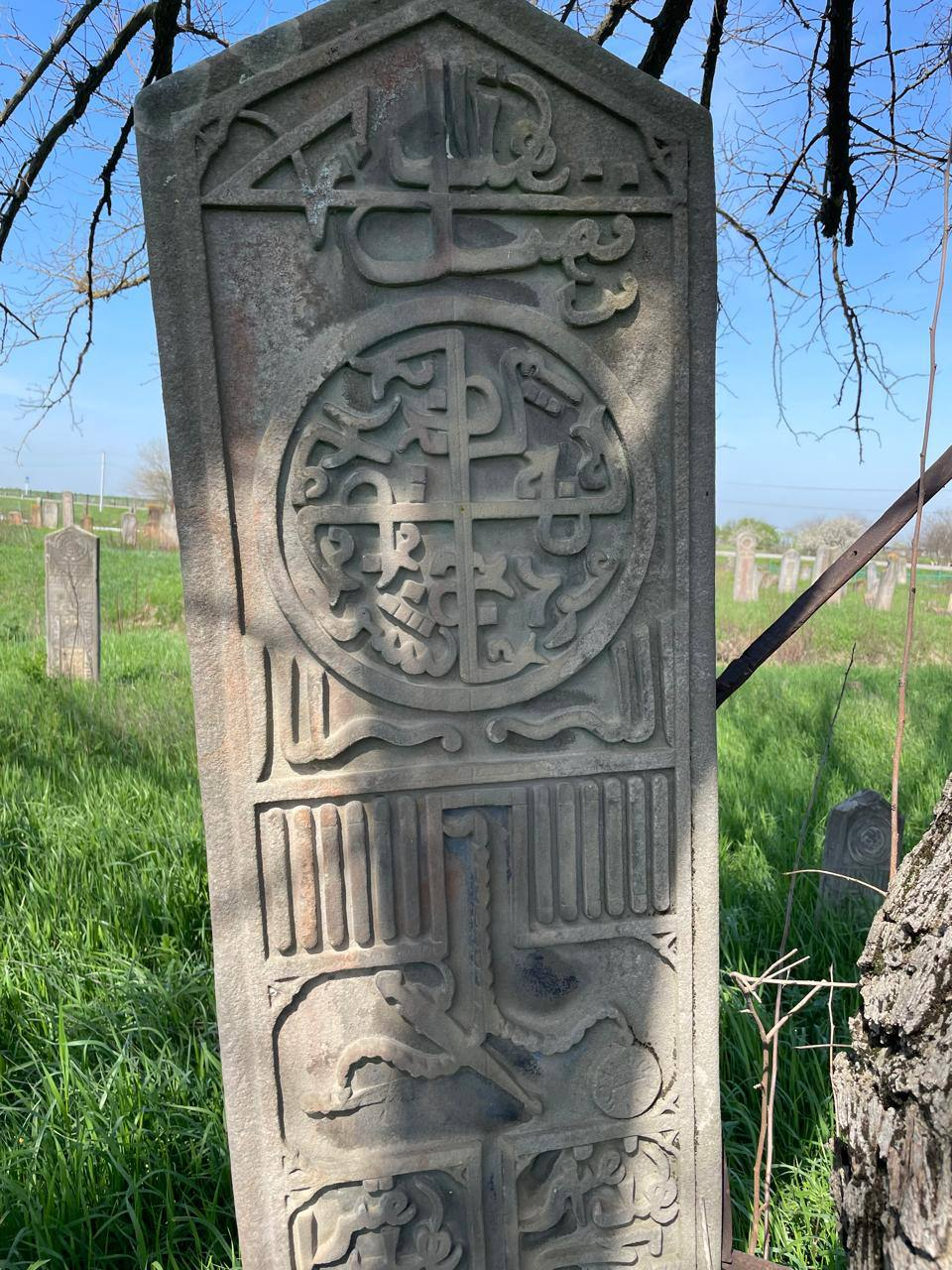
Стела в г. Курчалой вверху изображён солярный символ.
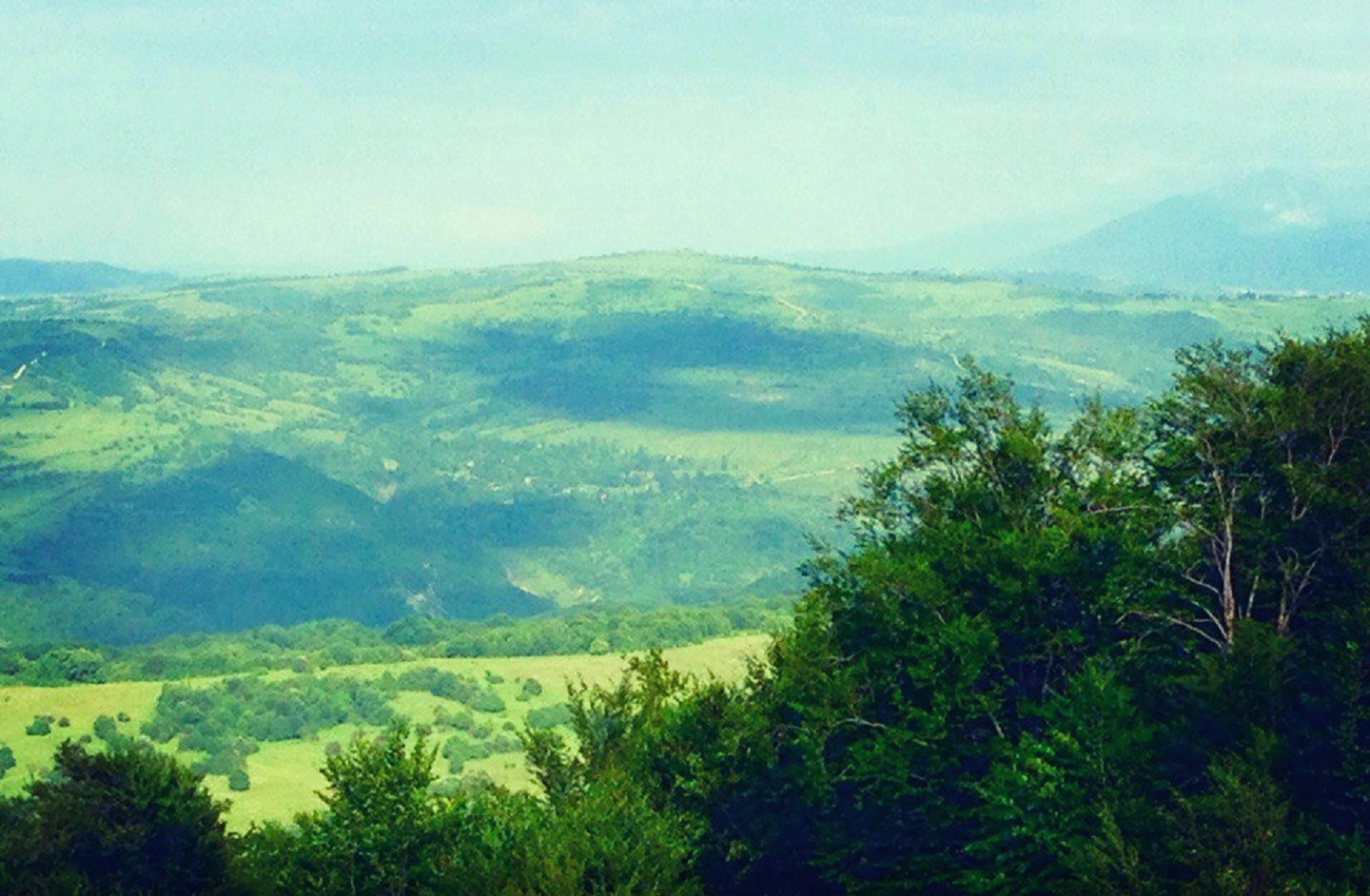
Телипан дук, высота 902.4
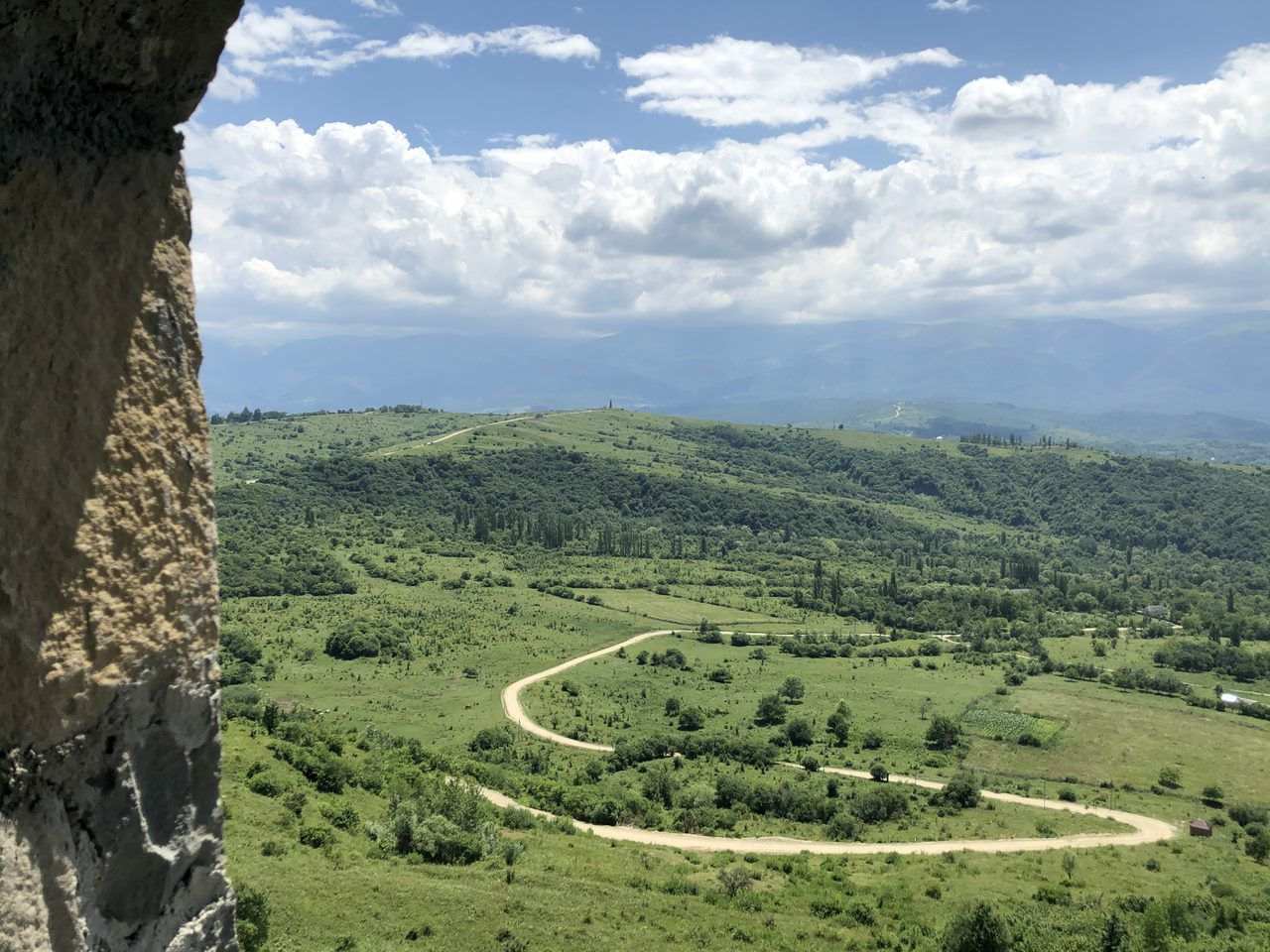
Вид из Курчалоевской башни
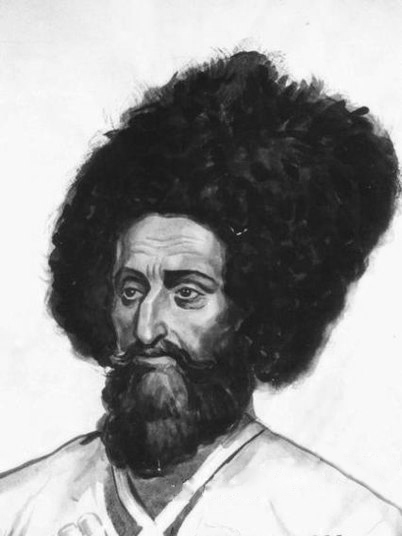
Талхиг Шалинский (1800—1861 гг.)
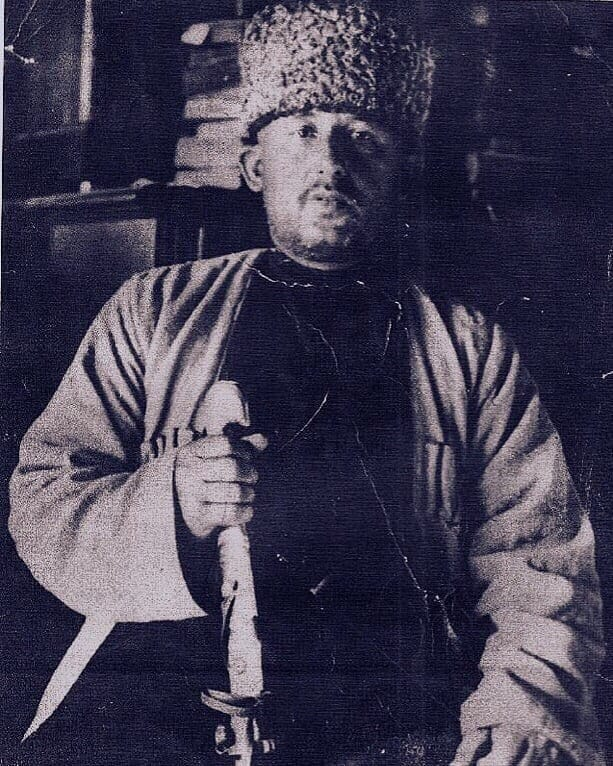
Ибрагим-Хаджи Хамид военный и религиозный деятель Чечни. Кадий с. Гойты. Погиб в 1929 году в боях против Красной Армии.
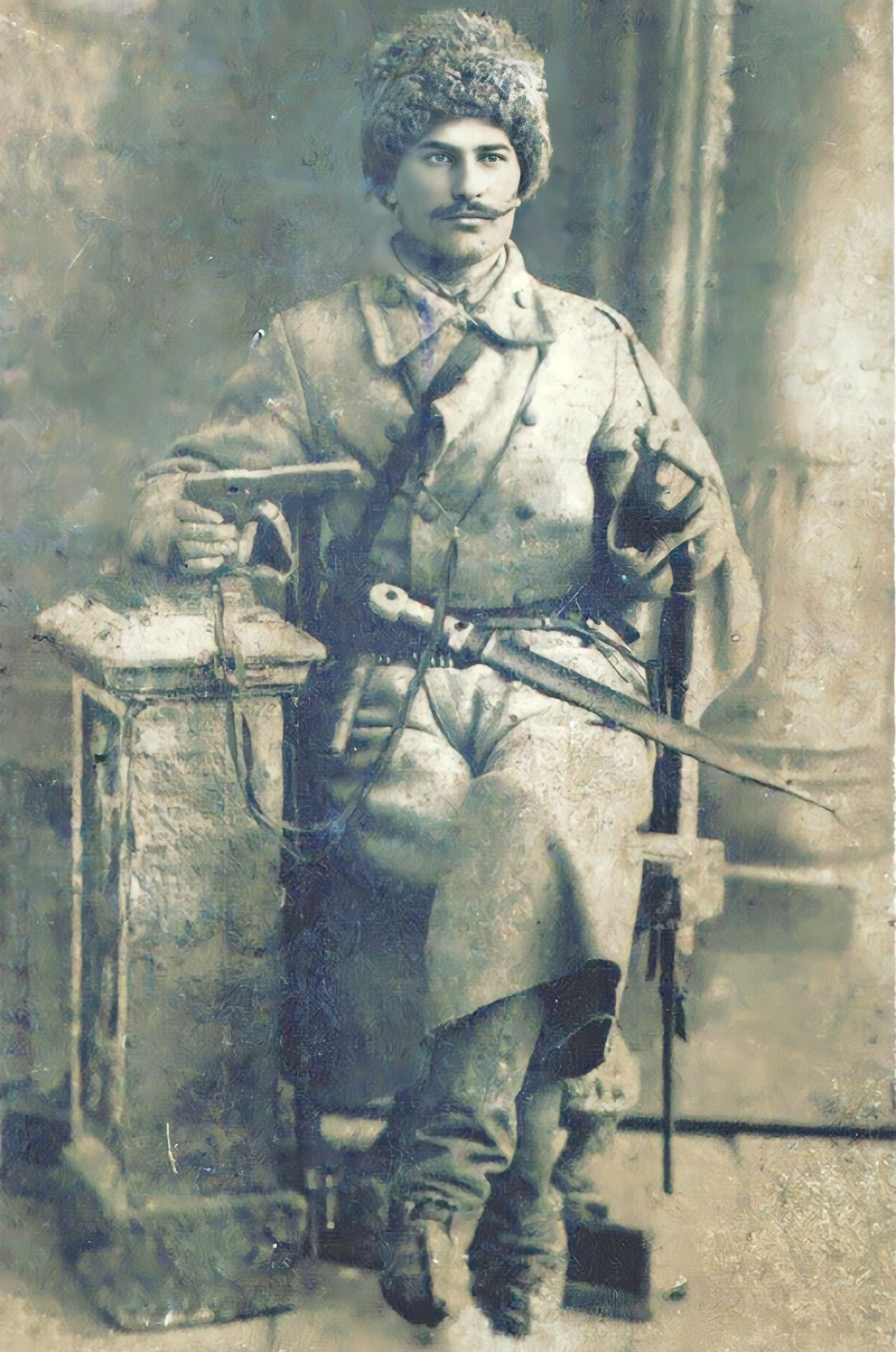
Шатаев Магомед (1896—1965 гг.)